# Шаяхметов, Рахимжан Омарович
Рахимжан Омарович Шаяхметов (7 ноября 1916, аул Сарытерек, Семипалатинская область, Российская империя — 31 января 1998) — советский партийный и государственный деятель, председатель Целиноградского облисполкома (1965—1971). Происходит из подрода Сарым рода Каракесек племени Аргын.

## Биография
Член ВКП(б) с 1940 г. В 1939 г. окончил ветеринарный институт в Алма-Ате. Работал зоотехником в ряде совхозов в Павлодаре, директор межколхозной школы, позже заместитель директора треста совхозов.
С 1942 г. — заместитель начальника, потом начальник отдела областного комитета Коммунистической партии (большевиков) Казахстана в Павлодаре.
- 1947—1948 гг. — заместитель начальника отдела животноводства и заместитель секретаря Кзыл-Ординского областного комитета КП(б) Казахстана,
- 1948 г. — заместитель заведующего Сельскохозяйственным отделом Кзыл-Ординского областного комитета КП(б) Казахстана,
- 1948—1951 гг. — заместитель председателя исполнительного комитета Кзыл-Ординского областного Совета,
- 1951—1955 гг. — заместитель председателя исполнительного комитета Акмолинского областного Совета,
- 1955—1960 гг. — секретарь Акмолинского областного комитета КП Казахстана,
- 1960—1962 гг. — председатель исполнительного комитета Восточно-Казахстанского облсовета,
- 1962—1963 гг. — второй секретарь Западно-Казахстанского краевого комитета КП Казахстана,
- 1963—1964 гг. — председатель исполнительного комитета Западно-Казахстанского областного совета,
- 1964—1965 гг. — второй секретарь Актюбинского областного комитета КП Казахстана,
- 1965—1971 гг. — председатель исполнительного комитета Целиноградского областного Совета,
- 1971—1976 гг. — заместитель министра мясной и молочной промышленности Казахской ССР.

С 1976 г. на пенсии.

## Награды и звания
- Орден Октябрьской Революции
- Орден Трудового Красного Знамени (дважды)
- Орден Дружбы Народов